# Colm Meaney
Colm Meaney (ír Colm Ó Maonaigh - Dublin, 1953. május 30. –) ír film- és sorozatszínész.
Legismertebb szerepe Miles O'Brien a Star Trek: Az új nemzedék és a Star Trek: Deep Space Nine sorozatokban. Szerepelt az Esküdt ellenségekben, A Simpson családban és a Hell on Wheels sorozatban. A mozivásznon többek között Az angol, aki dombra ment fel és hegyről jött le, Az utolsó mohikán vagy az Úszó erőd filmekben szerepelt.

## Élete és pályafutása
Dublinban született, 14 évesen kezdett színészetet tanulni, a középiskola után pedig beiratkozott a Abbey Theatre School of Acting színitanodába. Az Ír Nemzeti Színház tagja lett, majd Angliában dolgozott nyolc évig, számos színházi társulattal turnézva.
Első televíziós szereplése a BBC1-en futó Z-Cars sorozat volt 1978-ban. Vendégszerepelt a Remington Steele és a A simlis és a szende sorozatokban., mielőtt filmes karrierje beindult volna. 1993-ban a Méregzsák című ír filmben nyújtott alakításáért Golden Globe-díjra jelölték. A Star Trek: Az új nemzedék című sorozatban először az 1987-es bevezető epizódjában szerepelt, még névtelenül, később visszatérő szereplő lett, akkor kapta a Miles O'Brien nevet. 1993-ban elhagyta a sorozatot, hogy annak spin-off-sorozatában, a Star Trek: Deep Space Nine-ban szerepeljen. 1999-ig, a sorozat végéig ott is maradt. Michael Dornt leszámítva a két Star Trek-sorozatban ő szerepelt a leghosszabb ideig.
1994-ben Colum O'Hara szerepét alakította az Elfújta a szél folytatásában, a Scarlett című minisorozatban. A Csillagkapu: Atlantisz sorozatban egy kisebb szerepet alakított. Vendégszerepelt az Esküdt ellenségekben és A férfi fán terem című sorozatban. Ő volt az egyetlen színész, aki Roddy Doyle Barrytown trilógiájának mindhárom részében szerepelt. 1995-ben Az angol, aki dombra ment fel és hegyről jött le című filmben játszott, 1996-ban pedig a Con Air – A fegyencjárat című akciófilmben alakította Duncan Malloy ügynököt. Színpadon szerepelt az A Moon for the Misbegotten című darabban. 2008-ban a Three and Out brit filmben szerepelt. Ugyanabban az évben az Ír Posta kiadott egy bélyeget, amin a Kings című filmben alakított Joe Mullen alakjaként látható.
2009-ben Gerard Butler és Jamie Foxx oldalán a Törvénytisztelő polgár című filmben szerepelt. 2009-ben a Simpson családban alakította az ír kocsmárost, majd ugyanebben az évben szerepelt Az elátkozott Leeds United című filmben.
2013-ban Paul Potts apjának, Rolandnak a szerepét játszotta az énekesről szóló, A hang ereje (One Chance) című életrajzi filmben.

## Magánélete
1977-ben vette feleségül Bairbre Dowling ír színésznőt. 1984-ben született meg lányuk, Brenda. 1994-ben elváltak. 2007 márciusában vette el Ines Glorian francia ruhatervezőt. Közös gyerekük, Ada, 2005-ben született.

## Filmjei
- A simlis és a szende (1986)
- Star Trek: Az új nemzedék (1987-1994)
- A holtak (1987)
- A nagy hazárdőr 3. (1987)
- One Life to Live (1987-1989)
- Tökéletes tanú (1989)
- Gyertek el a mennyországba! (1990)
- Még drágább az életed (1990)
- Dowling atya nyomoz (1990)
- MacGyver (1991)
- Túl az Óperencián (1992)
- Az utolsó mohikán (1992)
- Úszó erőd (1992)
- Irány a nyugat (1992)
- Quinn doktornő (1993)
- Brooklyn-híd (1993)
- Star Trek: Deep Space Nine (1993-1999)
- Gombháború (1994)
- Promenád a gyönyörbe (1994)
- Scarlett (1994)
- Az angol, aki dombra ment fel, de hegyről jött le (1995)
- A furgon (1996)
- Az utolsó nagy király (1996)
- Con Air – A fegyencjárat (1997)
- Bob, a juhászkutya (1998)
- Apám története (1998)
- Pénzforgatók (1998)
- 4 nap (1999)
- Majd, ha fagy! (1999)
- A koboldok varázslatos legendája (1999)
- Haragos Harry (2001)
- Vágd meg a kartellt! (2001)
- A Random-átjáró (2002)
- Lear főnök: Texas királya (2002)
- Kényszerszünet (2003)
- Blueberry: A fejvadász (2004)
- Buddha nyomában (2004)
- Murdoch nyomozó rejtélyei (2004)
- Torta (2004)
- Bátrak harca - Az új Franciaország (2004)
- Csillagkapu: Atlantisz (2004-2006)
- Elvágyódás (2005)
- Esküdt ellenségek: Bűnös szándék (2005)
- Az elveszett barlang kalandorai (2006)
- Az egység (2006)
- A Hádész-faktor (2006)
- Az utolsó leheletig (2006)
- A férfi fán terem (2007)
- Tiszta szakítás (2008)
- Esküdt ellenségek (2008)
- A Simpson család (2009)
- Az elátkozott Leeds United (2009)
- Törvénytisztelő polgár (2009)
- Mercy angyalai (2009)
- Alice (2009)
- Felhangolva (2010)
- A cinkos (2010)
- Parkolópályán (2010)
- A daytoni majom-per (2010)
- Kedves idegen (2011)
- Hell on Wheels (2011-2016)
- Bel Ami – A szépfiú (2012)
- Az igazság nyomában (2012)
- A szerencse katonái (2012)
- Bombaüzlet (2012)
- A hang ereje (2013)
- Pulykaland (2013)
- Norm, az északi (2015)
- Pelé (2016)
- A pénzember (2020)
- Szingapúri szorítás (2020)
- Marlowe (2022)

## Fordítás
- Ez a szócikk részben vagy egészben  a   Colm Meaney című angol Wikipédia-szócikk ezen változatának fordításán alapul.  Az eredeti cikk szerkesztőit annak laptörténete sorolja fel. Ez a jelzés csupán a megfogalmazás eredetét és a szerzői jogokat jelzi, nem szolgál a cikkben szereplő információk forrásmegjelöléseként.